# 拉克斯珀 (加利福尼亚州)

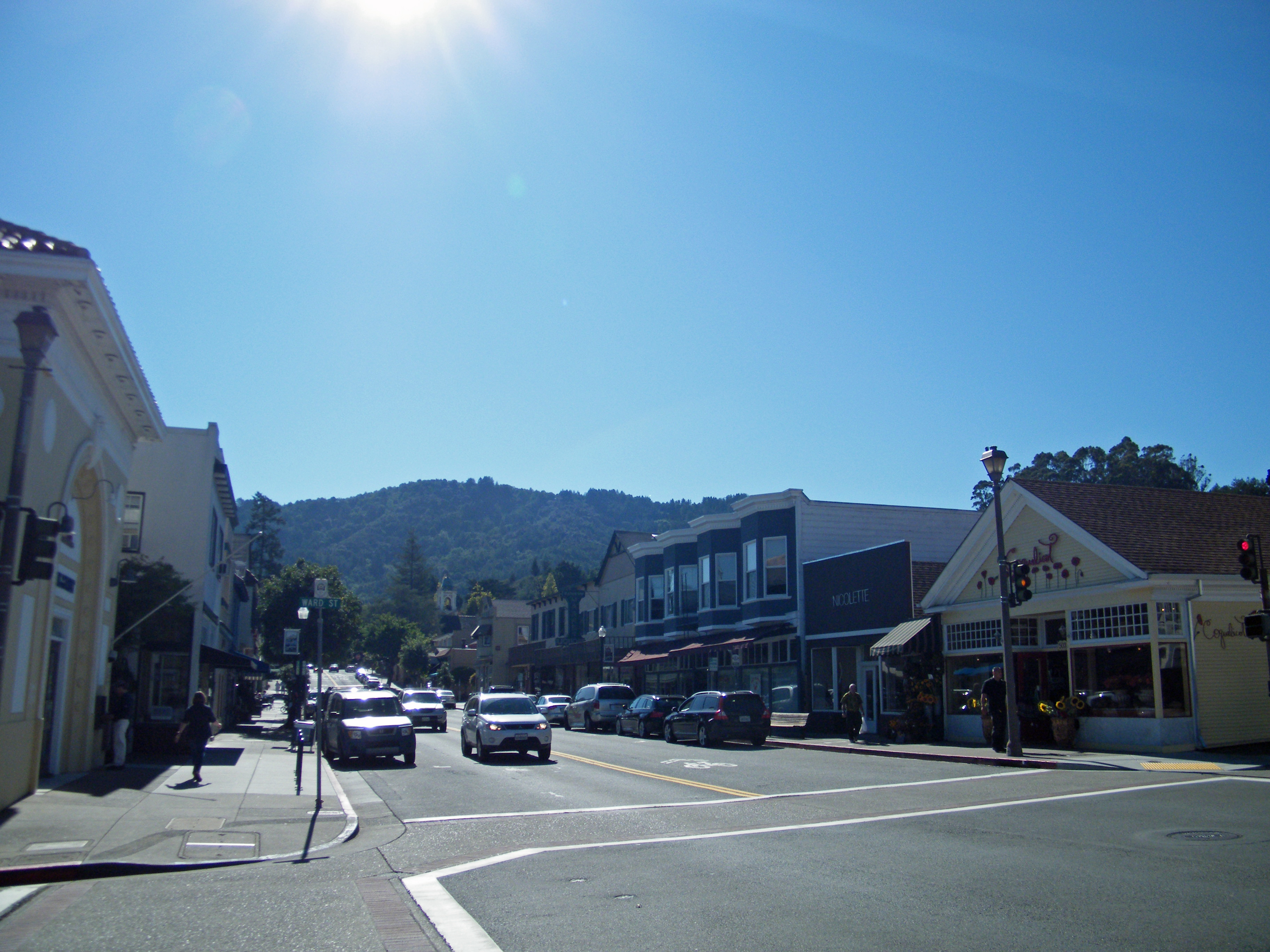

拉克斯珀（英語：Larkspur），是美国加利福尼亚州马林县下属的一个城市。于1908年3月1日建市。城市面积约为7.8平方公里，根据2010年美国人口普查，该市有人口11,926人。